# Similipepsis ekisi
Similipepsis ekisi is een vlinder uit de familie wespvlinders (Sesiidae), onderfamilie Tinthiinae.
Similipepsis ekisi is voor het eerst wetenschappelijk beschreven door Wang in 1984. De soort komt voor in het Afrotropisch gebied.